# Téa Leoni
Pour les articles homonymes, voir Leoni.
 (mars 2015).
Si vous disposez d'ouvrages ou d'articles de référence ou si vous connaissez des sites web de qualité traitant du thème abordé ici, merci de compléter l'article en donnant les références utiles à sa vérifiabilité et en les liant à la section « Notes et références ».
Elizabeth Téa Pantaleoni, dite Téa Leoni, est une actrice et productrice américaine, née le 25 février 1966 à New York. 
Elle est révélée en 1995 par le succès du blockbuster Bad Boys. Elle tente de s'installer à la télévision en tenant le premier rôle de la sitcom Une fille à scandales. Mais à la suite de l'arrêt de la série en 1998 au bout de trois saisons, l'actrice se concentre sur le grand écran.
Elle joue dans les grosses productions Deep Impact (1998), Family Man (2000), Jurassic Park 3 (2001), Hollywood Ending (2002), Spanglish (2004), puis elle se concentre sur des comédies : Braqueurs amateurs (2005), You Kill Me (2007), La Ville fantôme (2008), Le Parfum du succès (2009), et un second rôle dans Le Casse de Central Park (2011).
Finalement, elle opère un retour au premier plan en 2014 comme tête d'affiche d'une nouvelle série politique, Madam Secretary.

## Biographie

### Jeunesse et formation
Elizabeth Téa Pantaleoni naît en 1966 à New York. Sa mère, Emily Patterson, est diététicienne et nutritionniste et son père, Anthony Pantaleoni, est avocat d'entreprise auprès de Fulbright & Jaworski (en),. 
Son grand-père paternel, d'origine italienne et anglaise, est le neveu de l'économiste et homme politique italien Maffeo Pantaleoni,,. Sa grand-mère paternelle est l'actrice de cinéma et de théâtre Helenka Pantaleoni (en), qui est la fille des musiciens Józef Adamowski et Antonina Szumowska-Adamowska,. 
Sa mère est originaire d'Amarillo, au Texas, et est la nièce de l'acteur Hank Patterson. 
Elle grandit à Englewood, dans le New Jersey et à New York et fréquente deux écoles privées, la Brearley School (en) et The Putney School (en) dans le Vermont.
Elle a fait des études non complètes au Sarah Lawrence College, où elle étudie l'anthropologie et la psychologie.
Après avoir voyagé aux quatre coins du monde, elle revient aux États-Unis et s'installe à New York.

### Vie privée
Après un premier mariage de 1991 à 1995 avec Neil Joseph Tardio, Jr.,, elle se marie le 6 mai 1997 avec l'acteur américain David Duchovny,. 
Ils ont deux enfants : Madelaine West (24 avril 1999), et Kyd Miller (15 juin 2002),. Le couple réside à Malibu. 
Cependant, avant leur séparation, les époux prévoient d'aller vivre à New York, car ils ne souhaitent plus élever leurs enfants à Malibu et Los Angeles. Le 15 octobre 2008, Téa et son mari David confirment qu'ils se séparent après onze ans de mariage.
Les médias attribuent cette séparation à la dépendance sexuelle très médiatisée de Duchovny. En juin 2009 néanmoins, ils sont aperçus ensemble, puis confirment, dans différentes interviews datées de septembre 2009, qu'ils se sont réconciliés. En décembre de la même année, Téa et son mari viennent ensemble à « l'Unicef Snowflake », prouvant qu'ils reforment un couple. Ils se séparent en 2011. Duchovny déclare en 2012 qu'il est encore marié mais séparé. Il demande le divorce en juin 2014 et le couple accepte les conditions en août 2014,.
Depuis décembre 2014, elle est en couple avec l'acteur Timothy Daly qui joue son mari dans la série dramatique Madam Secretary, dont elle est la tête d'affiche. Le couple se marrie en juillet 2025.

## Carrière

### Débuts d'actrice (1988-1994)
En 1988, elle est engagée pour figurer pour être la star de la série Angels 88, une reprise de la série Drôles de dames. Après des retards de production, la série ne sera jamais diffusée. Cet échec ne la décourage pas et l'incite à devenir comédienne. C'est principalement pour cette raison qu'elle s'installe ensuite à Los Angeles. L'année suivante, elle obtient le rôle de Lisa DiNapoli dans le feuilleton de NBC Santa Barbara. 
En 1991, elle fait ses débuts au cinéma avec un petit rôle dans la comédie Dans la peau d'une blonde de Blake Edwards, avant d'enchaîner un autre petit rôle dans la comédie dramatique Une équipe hors du commun avec Tom Hanks, Madonna et Geena Davis en tête d'affiche. De 1992 à 1993, Téa Leoni partage la vedette avec Corey Parker dans la sitcom Flying Blind (en) diffusée sur Fox. Malgré de bonnes critiques,, qui salue notamment l'alchimie entre Parker et Leoni, la série n'est pas renouvelée. 

### Révélation (1995-1998)
En février 1995, l'actrice apparaît, le temps d'un épisode, dans la sitcom Frasier, spin-off de Cheers, dans lequel elle tient le rôle de la petite amie de Sam Malone, incarné par Ted Danson. La même année, elle obtient deux rôles qui vont marquer un tournant dans sa carrière. Elle est à l'affiche du film d'action Bad Boys de Michael Bay, dans lequel elle tient le rôle principal féminin, le principal témoin d'un meurtre, aux côtés de Martin Lawrence et Will Smith. Durant le tournage d'une scène, elle a été accidentellement assommée par la doublure cascades de Lawrence. Elle dira plus tard : « J'ai fini à l'hôpital à un moment donné. C'était l'AK-47 sous la mâchoire qui m'a eu. Je n'étais pas sur la bonne marque quand le cascadeur m'a frappé. Mes jambes ont passé au-dessus de ma tête et je suis arrivée à plat sur mon dos. N'avais pas beaucoup de soucis à ce moment-là. Le réalisateur [...] a paniqué ... J'ai commencé à pleurer parce que je n'avais jamais pensé que le frisson d'Hollywood serait si proche de chez moi ». Bad Boys sort en salles avril 1995 aux États-Unis. Malgré des critiques mitigées,, le long-métrage rencontre un succès commercial, rapportant 141 millions $ de recettes mondiales, pour un budget modeste de 19 millions $. 
Cinq mois plus tard, elle tient le rôle principal de la sitcom Une fille à scandales, dans lequel elle incarne une journaliste qui travaille à la rédaction d'un tabloïd à scandales. Initialement diffusé sur ABC, la série est annulée au bout d'une seule saison, avant d'être récupérée par NBC, pour une deuxième et troisième - et dernière - saison. 
En 1996, elle tient le rôle d'une séduisante employée d'une agence d'adoption, mais incompétente dans Flirter avec les embrouilles de David O. Russell, où elle tient la vedette avec Ben Stiller et Patricia Arquette. Le film est un large succès critique et remporte un succès commercial modeste. Alors que Une fille à scandales s'arrête sur NBC, l'actrice assure la promotion de son nouveau film, le blockbuster Deep Impact, dont elle partage l'affiche avec Morgan Freeman et Robert Duvall. Bien qu'ayant un succès critique mitigée, Deep Impact remporte un large succès commercial avec 349 millions $ de recettes mondiales. Durant les années 2000, elle va se concentrer sur le grand écran.

### Passage au second plan (années 2000)
Elle va cependant enchaîner les échecs critiques :
En 2000, elle partage l'affiche de la comédie familiale fantastique Family Man, de Brett Ratner, avec Nicolas Cage. Et durant l'été 2001, elle joue la mère paniquée de l'équipée projetée dans une île abandonnée peuplée de dinosaures dans le blockbuster Jurassic Park 3, de Joe Johnston.
En 2002, elle est à l'affiche de projets plus ambitieux : elle fait partie du casting quatre étoiles de Hollywood Ending, une satire écrite et réalisée par Woody Allen. Puis elle évolue aux côtés de Al Pacino et Kim Basinger, têtes d'affiche du drame historique Influences, de Daniel Algrant.
En 2004, elle fait partie de la distribution réunie par son époux David Duchovny, réalisateur de la comédie dramatique Le Prince de Greenwich Village. Mais le film passe inaperçu. L'année suivante, elle joue un second rôle féminin dans la comédie dramatique Spanglish, de James L. Brooks, puis partage l'affiche de la comédie décalée Braqueurs amateurs avec Jim Carrey. Deux autres échecs critiques.
Elle se fait alors plus rare et apparait dans des projets moins exposés médiatiquement : en 2007, elle produit et joue aux côtés de Ben Kingsley dans la comédie indépendante You Kill Me, de John Dahl. Et en 2008, elle tient un second rôle dans la comédie fantastique La Ville fantôme, portée par Ricky Gervais et Greg Kinnear. Ces deux projets lui permettent enfin de regagner les faveurs de la critique.
En 2009, elle fait partie du casting de la comédie Le Parfum du succès, avec Billy Bob Thornton dans le rôle principal.

### Retour télévisuel (années 2010)
En 2011, elle tente un retour en tournant le pilote d'une nouvelle série comique, aux côtés de Sigourney Weaver, mais le projet n'aboutit pas. Elle se contente donc d'un second rôle dans la comédie Le Casse de Central Park, réalisée par Brett Ratner, qui l'avait déjà dirigée dans Family Man dix ans plus tôt.
En 2014, elle fait un retour remarqué dans le rôle-titre d'une nouvelle série dramatique, Madam Secretary, qui se termine en 2019.

## Divers
Le 27 octobre 2006, elle déclare dans le magazine Life être devenue ambassadrice de bonne volonté pour l'UNICEF en partie grâce à sa grand-mère maternelle, présidente de U.S. Fund for UNICEF (en) pendant vingt-cinq ans.
L'astéroïde (8299) Téaleoni lui est dédié.

## Filmographie

### Cinéma
- 1991 : Dans la peau d'une blonde (Switch) de Blake Edwards : Connie
- 1992 : Une équipe hors du commun (A League of Their Own) de Penny Marshall : Joueuse B1 de Racine
- 1994 : Wyatt Earp de Lawrence Kasdan : Sally
- 1995 : Bad Boys de Michael Bay : Julie Mott
- 1996 : Flirter avec les embrouilles (Flirting With Disaster) de David O. Russell : Tina Kalb
- 1998 : Deep Impact de Mimi Leder : Jenny Lerner
- 1998 : There's No Fish Food in Heaven de Eleanor Gaver : Landeene
- 2000 : Family Man de Brett Ratner : Kate Reynolds
- 2001 : Jurassic Park 3 de Joe Johnston : Amanda Kirby
- 2002 : Influences (People I Know) de Daniel Algrant : Jilli Hopper
- 2002 : Hollywood Ending de Woody Allen : Ellie
- 2004 : Le Prince de Greenwich Village (House of D) de David Duchovny : Mme Warshaw
- 2005 : Spanglish de James L. Brooks : Deborah Clasky
- 2005 : Braqueurs amateurs (Fun with Dick and Jane) de Dean Parisot : Jane Harper
- 2007 : You Kill Me de John Dahl : Laurel Pearson
- 2008 : La Ville fantôme (Ghost Town) de David Koepp : Gwen
- 2009 : Le Parfum du succès (The Smell of Success) de Michael Polish : Rosemary Rose
- 2011 : Le Casse de Central Park (Tower Heist) de Brett Ratner : l'agent du FBI Claire Denham
- 2025 : Death of a Unicorn d'Alex Scharfman

### Télévision

#### Séries télévisées
- 1989 : Santa Barbara : Lisa Di Napoli
- 1992 - 1993 : Flying Blind (en) : Alicia
- 1995 : Frasier : Sheila
- 1995 - 1998 : Une fille à scandales : Nora Wilde
- 2000 : X-Files : elle-même qui interprète Dana Scully
- 2011 : Spring/Fall : Margo
- 2014 - 2019 : Madam Secretary : Elizabeth Mc Cord
- 2024 - : Only Murders in the Building : Sofia Caccimelio (saison 4, épisode 10 - saison 5)

#### Téléfilm
- 1994 : La Comtesse de Brooklyn (The Counterfeit Contessa) de Ron Lagomarsino : Gina Leonarda Nardino

## Distinctions

### Récompenses
- 2001 : Saturn Award de la meilleure actrice pour Family Man

### Nominations
- 1999 : Blockbuster Entertainment Award de la meilleure actrice dans un film de science-fiction pour Deep Impact
- 1999 : Blockbuster Entertainment Award de la meilleure actrice dans une comédie ou un film romantique pour Family Man
- 2015 : People's Choice Award de la meilleure actrice dans une nouvelle série télévisée pour Madam Secretary

## Voix francophones
En version française Téa Leoni n'a pas de voix régulière. De 1991 à 2002, elle est notamment doublée à deux reprises par Blanche Ravalec dans Frasier et Une fille à scandales ainsi que par Micky Sébastian dans Deep Impact et Family Man. Durant cette période, elle est également doublée à titre exceptionnel par Maïk Darah dans Dans la peau d'une blonde, Hélène Chanson dans Wyatt Earp, Brigitte Bergès dans Bad Boys, Juliette Degenne dans Flirter avec les embrouilles, Claire Guyot dans The X-Files, Mélody Dubos dans Jurassic Park 3 et Josiane Pinson dans Hollywood Ending.
Par la suite, elle est notamment doublée à trois reprises par Rafaèle Moutier dans  Influences, Le Prince de Greenwich Village et Le Parfum du succès, ainsi qu'à deux reprises par Laurence Crouzet dans Spanglish et Braqueurs amateurs. À titre exceptionnel, elle est doublée par Hélène Bizot dans You Kill Me, Laurence Colussi dans La Ville fantôme, Julie Dumas dans Le Casse de Central Park et Stéphanie Lafforgue dans Madam Secretary.
En version québécoise, elle est doublée à trois reprises par Anne Dorval dans Braqueurs amateurs, Spanglish et La Ville fantôme, à deux reprises par Marie-Andrée Corneille dans Flirter avec les embrouilles et Family Man, ainsi qu'à titre exceptionnel par Johanne Garneau dans Bad Boys et Viviane Pacal dans Wyatt Earp.